# フランツ・デーレ
フランツ・デーレ（Franz Doelle, 1883年11月9日 – 1965年3月15日）は、ドイツの作曲家。

## 来歴
７歳の時にピアノとチェロを学び始め、学校を卒業後、1902年から1907年まではホルン奏者として楽団に加わった。軍楽隊の楽団長としての教育を施されるはずだったが、自らの楽団を結成し国内外でのツアーを行っていたが、第一次世界大戦によって音楽活動は中断させられた。
第一次世界大戦後、ベルリン市内の数々の劇場で楽長を務め、1919年にアポロ劇場で演奏されたヴィクター・ヤコビのオペレッタ『シビル』の制作に加わり、その後ハンス・アルバースの出演したレビュー『なんと驚いた-1000人の裸の女』の作曲を手がけ、その中で歌われた『再び白いライラックが咲いたら』 は大流行し、単独のフォックスロットとしても多くの歌手に国内外で歌われた。、
世界恐慌によってベルリンの劇場が余儀なく閉鎖される中、ウーファ社と契約を結び、1932年の『レーマン夫人の娘たち』をはじめとして、35本余りの映画作品の楽曲を手がけ、第二次世界大戦前から戦中にいたるまで、ドイツトーキー映画の初期における代表的な作曲家として活躍した。
1953年に『再び白いライラックが咲いたら』の楽曲をモチーフとした同題名の映画が製作され、デーレが楽曲を担当した事実上最後の映画となった。
戦後、旧東独領のメクレンブルク＝フォアポンメルン州の財産はソ連軍によって没収され、一家は西ベルリンへ移住し、1951年に メンヒェングラートバッハに移り、 1955年からレーヴァークーゼンのシェレブッシュで養鶏業を営み、同地で生涯を終えた。

## 主な作品

### オペレッタ・レビュー
『なんと驚いた-1000人の裸の女』 （1929） 原題： “Donnerwetter - 1000 nackte Frauen”

### 映画音楽
| 題名 （原題）                                                      | 日本公開年 （制作年） | 出演 | 監督                       |
| ------------------------------------------------------------------ | --------------------- | --- | -------------------------- |
| カルメン狂想曲 (Viktor und Viktoria)                               | 昭和 8年 (1933)       | レナーテ・ミュラー、ヘルマン・ティミッヒ、アドルフ・ヴォールブリュック、ヒルデ・ヒルデブラント           | ラインホルト・シュンツェル |
| 桃源郷 (Prinzessin Turandot)                                       | 昭和 9年 (1934)       | ヴィリー・フリッチ、ケーテ・フォン・ナギ、インゲ・リスト、パウル・ケンプ、パウル・ハイデマン             | ゲアハルト・ランプレヒト   |
| ワルツの季節 (Königswalzer)                                        | 昭和10年 (1935)       | ヴィリー・フォルスト、パウル・ヘアビガー、ヘリ・フィンケンツェラー、エレン・シュヴァネッケ               | ヘルベルト・マイシュ       |
| 桃源郷 (Amphitryon)                                                | 昭和10年 (1935)       | ヴイリー・フリッチ、ケーテ・ゴールト、パウル・ケンプ、フィタ・ベンクホッフ、ヒルデ・ヒルデブラント       | ラインホルト・シュンツェル |
| ボッカチオ (Boccacio)                                              | 昭和10年 (1935)       | ヴィリー・フリッチ、ヘリ・フィンケンツェラー、ギナ・ファルケンベルク、パウル・ケンプ、フィタ・ベンクホフ | ヘルベルト・マイシュ       |
| 再び白いライラックが咲いたら (Wenn der weiße Flieder wieder blüht) | 昭和28年 (1953)       | ヴィリー・フリッチ、マグダ・シュナイダー、ロミー・シュナイダー、ゲッツ・ゲオルゲ                         | ハンス・デッペ             |

## 参考
メンヒェングラートバッハ と ライト のタウン誌 ヒンデンブルガー